# Ким О Гон
Ким О Гон (род. 26 марта 1951 года в Тхонъёне) — южнокорейский футболист, игравший на позиции защитника. По завершении игровой карьеры занимался тренерской деятельностью. Тренер года в Азии (2012).

## Карьера игрока

### Клубная карьера
Родился 26 марта 1951 года в городе Тхонъён. Выступал за футбольную команду Коммерческого банка и Университета Ёнсе, после чего в 1975—1976 годах проходил военную службу, выступая за футбольную команду Сухопутных войск Республики Корея.
В 1976 году перешел в клуб «Сеул Траст Банк», за который отыграл семь сезонов. Завершил карьеру футболиста в 1982 году.

### Выступления за сборную
12 ноября 1971 года дебютировал в официальных матчах в составе национальной сборной Южной Кореи в игре Кубка короля Таиланда против Индонезии (1:1).
В составе сборной был участником Кубка Азии 1972 года в Таиланде, где сыграл во всех четырёх матчах и вместе с командой завоевал «серебро». Впоследствии Ким выиграл с командой Азиатские игры 1978 года, являясь капитаном команды.
В течение карьеры в национальной команде, которая длилась девять лет, провёл в её форме 124 матча, забив пять голов — по числу матчей за сборную занимает пятое место в её истории.

## Карьера тренера
Начал тренерскую карьеру как ассистент главного тренера, помогал Ким Джон Наму в сборной Южной Кореи, а также Мун Джон Сику в «Ульсан Хёндэ».
Самостоятельную карьеру тренера начал в 1993 году, возглавив футбольную команду Университета Ёнсе, где работал до 1999 года, после чего в 2000—2002 годах тренировал «Пусан Ай Парк».
В 2002 году после ухода Гуса Хиддинка недолго был исполняющим обязанности главного тренера национальной сборной Южной Кореи, после чего возглавил олимпийскую сборную, с которой квалифицировался на Олимпийские игры 2004 года в Греции, дойдя там с командой до четвертьфинала.
Последним местом тренерской работы был клуб «Ульсан Хёндэ», главным тренером которого Ким был с 2008 по 2013 год. В 2012 году он выиграл с командой Лигу чемпионов АФК, за что был признан тренером года в Азии. В 2013 году он покинул клуб, уступив в борьбе за золото чемпионата «Пхохан Стилерс».